# Безверхний, Михаил Львович
Михаи́л Льво́вич Безве́рхний (род. 27 июля 1947, Ленинград) — советский и бельгийский скрипач, альтист и композитор.

## Биография
Начал играть в пятилетнем возрасте. Окончил специальную музыкальную школу при Ленинградской консерватории по классу Якова Рябинкова, а затем — Московскую консерваторию по классу Юрия Янкелевича. Начиная с 1967 г. выиграл ряд престижных международных конкурсов: как солист — Международный конкурс скрипачей имени Венявского (1967), Конкурс имени королевы Елизаветы в Брюсселе (1976), конкурсы в Монреале и Будапеште, как ансамблевый исполнитель — Международные конкурсы камерных ансамблей в Мюнхене (1969) и Белграде (1972), был также вторым на Монреальском международном конкурсе исполнителей (1972).
В 1990 году, будучи до этого длительное время «невыездным», воспользовался приглашением на гастроли в Бельгию, эмигрировал из СССР. С тех пор живет в Бельгии, профессор Гентской консерватории. В 1987—1993 годах играл на альте в Квартете имени Моцарта, в 1993—1999 годах — на скрипке в Трио имени Шостаковича.
В его репертуаре — Моцарт, Шуберт, Бетховен, Мендельсон, Лист, Брамс, Рахманинов, Барток, Шимановский, Шостакович, Шнитке, Шахбагян.
Безверхний гастролировал в десятках стран Европы, Азии и Америки, записал более сорока грампластинок и компакт-дисков.
Снялся в главной роли скрипача Сашки в фильме Дмитрия Месхиева «Гамбринус» (1990, по одноимённой повести Александра Куприна). Как композитор получил Первый приз за музыку к этому фильму (Сюита Гамбринус) на Международном кинофестивале в Валенсии в 1992 г.

## Фильмография
- 1990 — Гамбринус — Сашка, скрипач